# Furzkissen

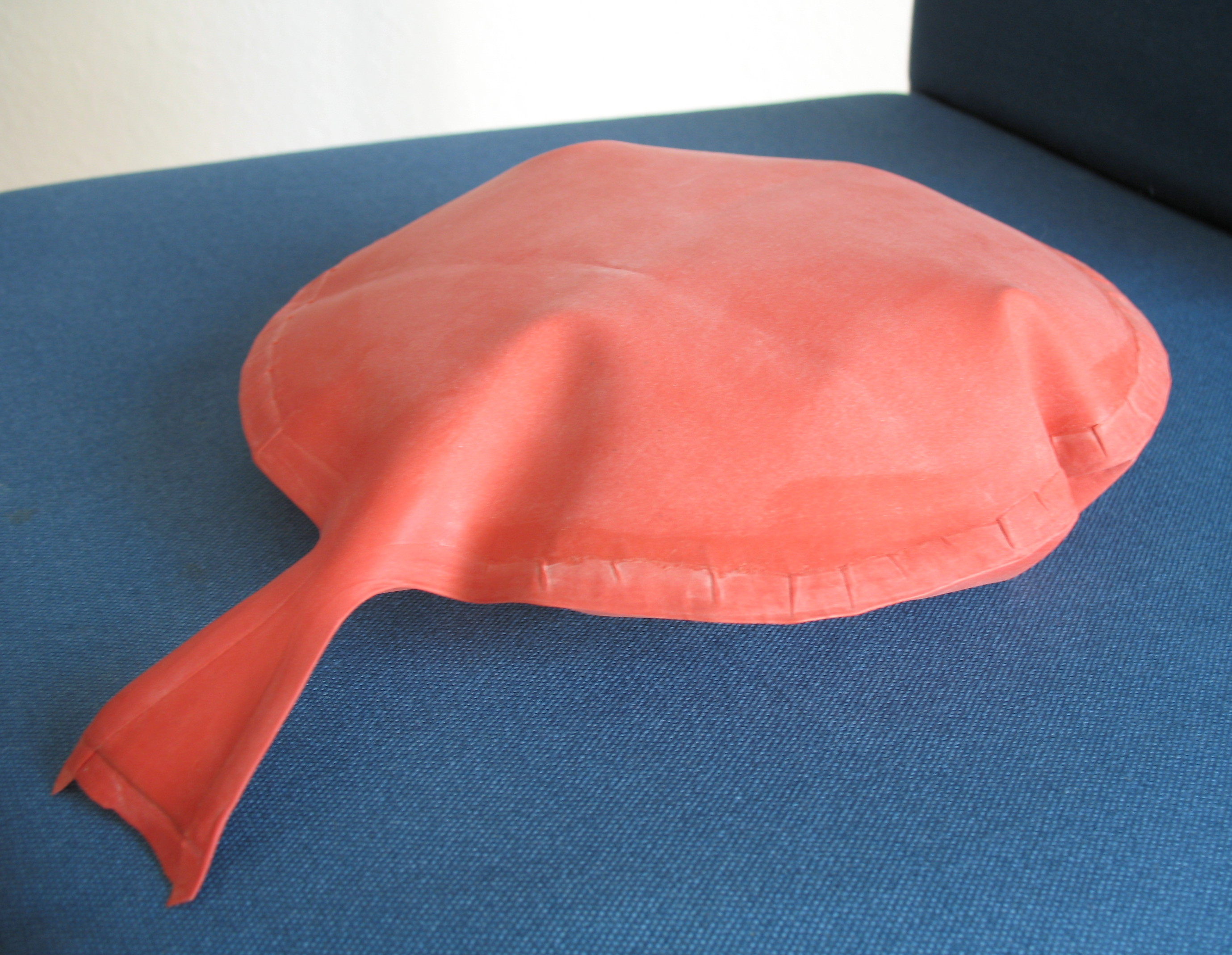
Furzkissen aus Gummi

Ein Pupskissen oder Furzkissen ist ein Scherzartikel, bei dem es sich um einen aufblasbaren Hohlkörper handelt, der heute oft aus Kunststoff besteht und über ein Ventil so befüllbar ist, dass die Luftfüllung anschließend nicht selbständig austreten kann. Beim plötzlichen Entweichen der Luft durch eine äußere Belastung wird ein flatulenzartiges Geräusch erzeugt. Durch den Druckanstieg im Inneren wird die Luft aus dem Ventil gepresst. Nach dem  Gesetz von Bernoulli entsteht dabei ein Unterdruck im Ventil und der Luftstrom wird durch den Umgebungsluftdruck immer wieder unterbrochen.
Das Furzkissen dient dazu, ahnungslose Menschen, die sich unabsichtlich darauf setzen und somit durch ihr Gewicht den nötigen Druck aufbringen, in Verlegenheit oder Peinlichkeit zu versetzen. Es wird beispielsweise getarnt auf Sitzgelegenheiten abgelegt.

## Geschichte
Die ersten Furzkissen verwendete der römische Kaiser Elagabal. Die Produktion moderner Furzkissen begann in den 1920er Jahren. Angestellte der JEM Rubber Co. aus Toronto hatten mit Gummi-Restmaterial experimentiert und dabei das Furzkissen erfunden. Es bestand aus zwei gleichen, ballonförmigen Gummihäuten, die bis auf die Öffnung an der für einen Ballon typischen Stelle am Rand zusammengeklebt wurden. Dort entstand der Spalt, durch den das Furzkissen befüllt wird, und der aufgrund seiner Hafteigenschaften zusammengedrückt werden konnte, so dass die Füllung enthalten blieb.
Heutzutage werden Furzkissen meist mit einer Schaumstofffüllung und einem mechanischen Ventil gefertigt. Verringert sich der Druck auf den Hohlkörper, so entspannt sich die Schaumstofffüllung und führt dazu, dass das Kissen über das Ventil wieder Luft aufnimmt und damit ohne Eingreifen des Anwenders wieder ein Geräusch erzeugt werden kann. Auch schnelle Abfolgen der Furzgeräuschfunktion sind auf diese Weise möglich.
Laut dem Guinness-Buch der Rekorde fand in Illinois mit 3164 Personen das bisher größte gemeinsame Furzkissen-Sitzen statt.